# Nuncjusze apostolscy w Urugwaju
Nuncjusze apostolscy w Urugwaju – nuncjusze apostolscy w Urugwaju są reprezentantami Stolicy Apostolskiej przy rządzie Urugwaju. Nuncjatura apostolska mieści się w Montevideo przy Bulevar Artigas. 

## Nuncjusze apostolscy w Urugwaju
| lp. | lata      | nuncjusz                            | kraj pochodzenia  |
| --- | --------- | ----------------------------------- | ----------------- |
| 1.  | 1856–1857 | Vincenzo Massoni                    | Państwo Kościelne |
| 2.  | 1857–1865 | Marino Marini                       | Państwo Kościelne |
| 3.  | 1939–1949 | Albert Levame                       | Monako            |
| 4.  | 1949–1960 | Alfredo Pacini                      | Włochy            |
| 5.  | 1960–1965 | Raffaele Forni                      | Szwajcaria        |
| 6.  | 1965–1969 | Alfredo Bruniera                    | Włochy            |
| 7.  | 1969–1975 | Augustin-Joseph Sépinski            | Francja           |
| 8.  | 1975–1981 | Luigi Bellotti                      | Włochy            |
| 9.  | 1981–1986 | Franco Brambilla                    | Włochy            |
| 10. | 1986–1990 | Andrea Cordero Lanza di Montezemolo | Włochy            |
| 11. | 1990–1999 | Francesco De Nittis                 | Włochy            |
| 12. | 1999–2008 | Janusz Bolonek                      | Polska            |
| 13. | 2008–2014 | Anselmo Guido Pecorari              | Włochy            |
| 14. | 2014–2017 | George Panikulam                    | Indie             |
| 15. | 2018–2021 | Martin Krebs                        | Niemcy            |
| 16. | 2021–2022 | Luciano Russo                       | Włochy            |
| 17. | od 2023   | Gianfranco Gallone                  | Włochy            |

## Źródła zewnętrzne
- Catholic-Hierarchy (ang.) [dostęp 2014-05-27]
- Nunciatura Apostólica en Uruguay (hiszp.) [dostęp 2014-10-10]